# 亞歷山德里夫卡 (哈爾科夫區)
50°3′44″N 36°29′57″E / 50.06222°N 36.49917°E
亞歷山德里夫卡（烏克蘭語：Олександрівка）是位於烏克蘭東部的村莊，由哈爾科夫州哈爾科夫區的齊爾庫尼市鎮負責管轄。該村始建於1862年，面積0.09平方公里，海拔高度165米，2001年人口34，人口密度每平方公里377.8人。